# Corinna Harney

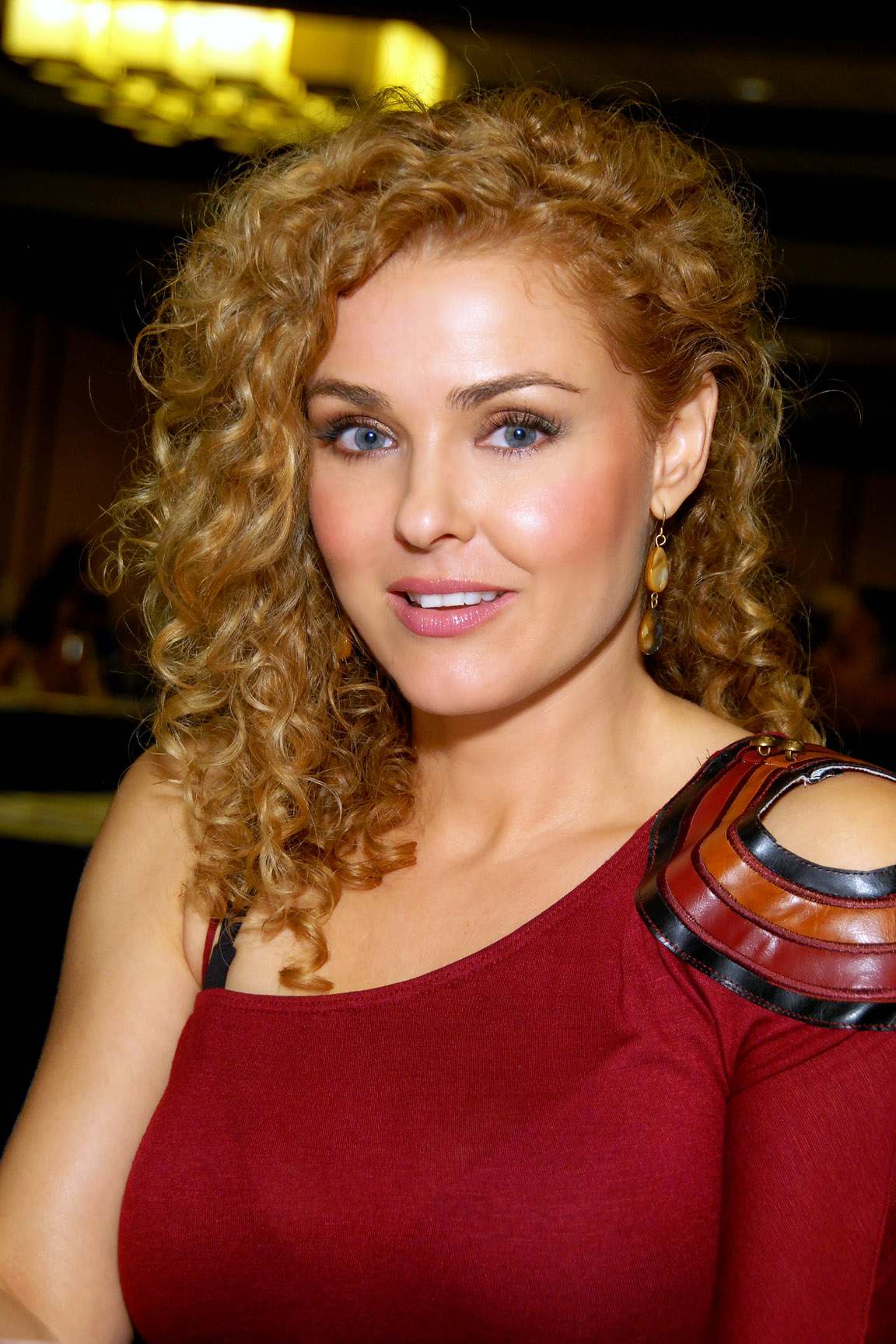
Corinna Harney (2011)

Corinna Denise Harney (* 20. Februar 1972 in Bremerhaven, Freie Hansestadt Bremen, Deutschland; eigentlich Corinna Denise Harney-Jones) ist eine US-amerikanische Schauspielerin und ehemaliges Playmate.

## Leben
Harney hat Cherokee-irische Vorfahren. Ihr Vater war Staatspolizist bei der Nevada Highway Patrol und daher lebte die Familie im US-Bundesstaat Nevada in der Metropolregion um Las Vegas. Sie hat einen Bruder und eine Schwester. Sie besuchte die dortige Bonanza High School. Mit drei Jahren begann sie mit dem Ballett, noch während ihrer Grundschulzeit wirkte sie in ersten Werbevideos mit. 1991 ließ sie sich für den Playboy ablichten. Sie wurde Playmate des Monats August in der US-amerikanischen Ausgabe und Playmate des Monats Dezember in der deutschen Ausgabe. 1992 wurde sie zum Playmate des Jahres gewählt. Mit erst 20 Jahren ist sie bis heute die jüngste Titelträgerin.
Ab Mitte der 1990er Jahre folgten Besetzungen in Fernsehserien und Spielfilmen, unter anderen 1996 eine größere Nebenrolle in Vampirella.
Harney ist verheiratet und Mutter einer Tochter. Sie lebt abwechselnd im Greater Los Angeles Area und Las Vegas.

## Filmografie
- 1995: High Tide – Ein cooles Duo (High Tide) (Fernsehserie, Episode 2x05)
- 1996: Beach House
- 1996: Vampirella
- 1997: Die schrillen Vier in Las Vegas (Vegas Vacation)
- 2000: Nash Bridges (Fernsehserie, Episode 5x22)
- 2001: Rat Race – Der nackte Wahnsinn (Rat Race)
- 2002: CSI: Vegas (Fernsehserie, Episode 3x02)
- 2003: The Road Home
- 2008: Yonkers Joe
- 2013: Escape from Polygamy (Fernsehfilm)
- 2013: Separation (Kurzfilm)
- 2014: Sins of Our Youth
- 2015: Red Herring
- 2018: Gloria – Das Leben wartet nicht (Gloria Bell)
- 2019: WreckReation (Fernsehserie, Episode 1x01)